# Clotilde Tambroni

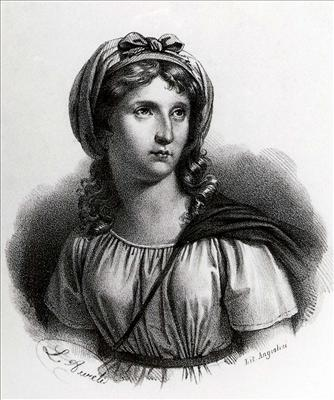
Clotilde Tambroni, teckning av Lodovico Aureli.

Clotilde Tambroni, född 29 juni 1758 i Bologna, död där 2 juni 1817, var en italiensk filolog, språkforskare och poet. Hon var professor i grekiska språket vid universitetet i Bologna 1793–1798, och professor i grekiska och litteratur 1800–1808. En yngre bror till henne var litteraturkritikern och diplomaten Giuseppe Tambroni.

## Biografi
Clotilde Tambroni kom från enkla förhållanden. Fadern Paolo Tambroni var kock, ursprungligen från Parma, modern Maria Rosa Muzzi var hemmafru. Man upptäckte tidigt att Tambroni var exceptionellt begåvad och hon kom därför att få privatlektioner i klassisk grekiska av jesuiten och universitetsläraren i grekiska Emanuele Aponte som Paolo Tambroni hyrt ut ett rum till för att dryga ut familjens inkomster. Hur Tambroni kunde bli innehavare av sin första lärostol vid universitet utan formell behörighet är oklart men man antar att hennes mentor jesuitpatern Aponte ordnade saken på informella vägar. Mellan sina två perioder som professor i Italien vistades Tambroni en tid i Spanien dit hon flyttat tillsammans med Aponte och undervisade vid Real Academia Española. Den professur hon innehade lades ner 1808 och redan vid 50 års ålder tvingades Tambroni därför att lämna universitetet och därefter ägnade hon sig åt poesi och översättningsarbete. Förutom klassisk grekiska behärskade hon också klassiskt latin, franska, spanska och engelska. Clotilde Tambroni förblev ogift livet ut.